# Pamětní kříž 2. jízdního pluku Ruských legií (Sibiřského)
Pamětní kříž 2. jízdního pluku Ruských legií (Sibiřského), je pamětní dekorace v podobě kříže, která byla založena v roce 1948.
Kříž je zhotoven z obecného kovu a patinován do barvy stříbra, předával se v papírové krabičce s malou stužkou a dekretem o udělení.